# 第一主角
《第一主角》，新加坡新傳媒私人有限公司跨年代電視劇，由林慧玲、陳泓宇、陈欣淇、陳邦鋆、陈汉玮及向云領銜主演，監製為王尤紅。新传媒华语戏剧组明年迈入35周年，为了纪念新里程碑，8频道打造一部环绕电视圈生态，故事改编自真实事件的電視劇。

## 演員陣容

### 主要演員
| 演員   | 角色   | 暱稱／關係 |
| 林慧玲 | 林美真 | 阿真 - 電視台三線演員，後為電視台導演，最後為電視台監製 - 謝光輝、洪德平、方安雅之童年玩伴；从小時候開始就暗戀謝光輝 - 林小虎、刘心雨之女 - 邓永康同母异父之姐 - 洪德平之暗恋对象 - 与謝光輝互相暗戀 - 從小的願望是要當電視台的阿姐；長大後是電視台的跑龍套 - 第1集報名演員訓練班 - 第2集原本有機會錄取新晉演員，但被方國棟的攪局之下被方安雅取代 - 第3集代替湘蓉吊鋼線 - 第4集將自己做給光輝的情歌交給安雅，安雅卻把情歌送給佔為己有再送給光輝，還說是自己製作的 - 第7集被淪落為服裝間小妹 - 第9集被誣賴弄破衣服 - 第10集因為要找光輝阿嬤而被被解僱 - 第10集成為電視台化妝師 - 第12集因為地下情事件而与安雅反目、後和好 - 第16集被黃美娜誣賴弄壞髮飾而被辭退化妝師工作 - 第18集與光輝親吻 - 第29集晉升為監製 童年时期由山田熙饰演 |
| 陳泓宇 | 謝光輝 | - 電視台三線演員，後為電視台當家小生 - 入行不久就當上男主角，后解约 - 美真、洪德平、方安雅之童年玩伴 - 林美真、方安雅之暗恋对象 - 與林美真互相暗戀，但自己卻不自覺 - 方安雅前男友 - 遭郭立威和黃美娜的欺騙和陷害而被電視台雪藏和解約開除 - 被郭立威和黃美娜騙了錢後變得愛賭博，久而久之卻染上賭癮 - 第1集報名演員訓練班 - 第4集被阿ken導演作弄感到不甘心而毆打他 - 第4集誤以為情歌是安雅製作其實暗戀多年林美真製作的 - 第11集染上酒癮釋放壓力 - 第13集獲得最佳男主角 - 第14集成迷賭博 - 第15集幫碧霞還債 - 第17集與美真親吻 - 第18集被黃美娜設計上床，後懷孕但自己並不知道是黃美娜的騙局 童年时期由张值豪饰演 |
| 陳邦鋆 | 洪德平 | 死德平 - 電視台三線演員 - 林美真、謝光輝、方安雅之童年玩伴 - 人好却很白目 - 暗恋林美真 - 第1集報名演員訓練班 - 第14集獲得十大最受歡迎男藝人和最受歡迎男藝人 - 第15集幫光輝還債 - 第17集被誣賴非禮女特約而被電視台解約 - 第18集親吻美真 童年时期由卢楷浚饰演 |
| 陳欣淇 | 方安雅 | 美人 - 電視台阿姐 - 林美真、謝光輝、洪德平之童年玩伴 - 方国栋、赵美丽之女 - 谢光辉前女友 - 晶晶之天敌 - 整容前是一個齙牙，皮膚黑的醜女，電視台的跑龍套；整容後成為電視台的當家花旦 - 第1集報名演員訓練班 - 第4集不斷被導演侮辱醜 - 第7集出國整容 - 第8集出國前吩咐德平監視阿真和阿光一舉一動 - 第9集整容回國，當上新晉演員並力壓湘蓉當上新劇女主角 - 第13集買了賄賂票而獲得最佳女主角 - 第19集回國 - 之后出国进修，陷入整容危机 童年时期由杜芯慧饰演 |
| 向 雲  | 陈湘蓉 | - 前電視台阿姐 - 刘心雨之情敌 - 與林小虎互生情愫 - 第17集吃了卷毛的保健品而患有急性血癌 |
| 陳漢瑋 | 林小虎 | - 香港人 - 電視台武術指導 - 刘心雨之前夫 - 林美真之父 - 與陳湘蓉互生情愫 - 阿真出生後就移民新加坡 |

### 其他演員
| 演員   | 角色   | 暱稱／關係 |
| 锺 琴  | 刘心雨 | - 前电视台阿姐 - 林小虎之前妻 - 林美真、邓永康之母 - 陈湘蓉之青梅竹馬兼情敌 - 患有妄想症 - 第19集登場                                                                                           |
| 許美珍 | 陈秋莲 | - 电视台高层 |
| 曹国辉 | 郭立威 | - 黃美娜之情夫，与其勾结 - 假意追求并利用林美真 - 先後陷害謝光輝、洪德平 |
| 郑各评 | 方国栋 | 卷毛叔 - 赵美丽之夫 - 方安雅之父 - 刘心雨之粉丝 - 第2集請求老師取消林美真新晉演員資格讓安雅取代                                                                                                 |
| 何盈莹 | 晶 晶  | - 電視台新晉小花旦 - 方安雅之天敵 |
| 金银姬 | 方亚华 | - 謝光輝之祖母 - 第26集中風逝世 |
| 薛淑珊 | 赵美丽 | - 方国栋之妻 - 方安雅之母 |
| 李巧儿 | 雪 冰  | |
| 沈家玉 | 黄美娜 | - 郭立威之情妇，与其勾结 - 陷害林美真 - 假意喜歡謝光輝，實是要騙取其金錢 - 第13集被安雅摑 - 第16集歧視光安雅曾經整容 - 第18集謝光輝喝醉時騙他已經與自己發生關係又有他孩子，後與他結婚，最后离婚 |
| 张鈞淯 | 邓永康 | - 刘心雨之子 - 林美真同母异父之弟 |
| 黄仲崑 | 马興海 | - 制片人／导演 |
| 郭 亮  | 李 伟  | - 电视台训练老师 |

## 記事
- 2016年10月11日：林慧玲、陳泓宇、陈欣淇、陈邦鋆等等為此劇試造型。
- 2016年11月2日：此劇正式開拍第一天。
- 2017年3月16日：此剧正式杀青。
- 2017年5月22日：此剧于17:00在马来西亚Astro双星海外首播，马来西亚观众优先看。
- 2017年5月22日：此剧于21:00在新加坡新传媒8频道首播。

## 轶事
- 此劇是林慧玲、陳泓宇和陈邦鋆繼《信约：我們的家園》後再度攜手合作。
- 此劇是林慧玲和陳泓宇繼《志在四方》、《信约：我們的家園》、《絕世好工》後第四度合作。
- 此劇是陈欣淇和林慧玲繼《信约：我們的家園》第二度合作。
- 因此劇是陳泓宇和金銀姬繼《想握你的手》、《大英雄》再度饰演祖孫关系。
- 值得一提的是，此劇播映結束後的兩年又十個月，新傳媒再無長達30集的電視劇，直到2020年4月《單翼天使》正式以30集的形式播映。

## 獎項
| 2018 | 第24屆 紅星大獎2018 |            |        |            |      |
| 2018 | 第24屆 紅星大獎2018 | 最佳女主角 | 林慧玲 | 林美真     | 獲獎 |
| 2018 | 第24屆 紅星大獎2018 | 最佳男配角 | 陳漢瑋 | 林小虎     | 獲獎 |
| 2018 | 第24屆 紅星大獎2018 | 青蘋果獎   | 山田熙 | 童年林美真 | 獲獎 |
| 2018 | 第24屆 紅星大獎2018 | 青蘋果獎   | 張值豪 | 童年謝光輝 | 提名 |

## 和此作相似的
- 珍珠人生
- 青春不要脸

## 電視節目的變遷
新加坡播出
| 新加坡 新傳媒8頻道 星期一至五 21:00 - 22:00 | 新加坡 新傳媒8頻道 星期一至五 21:00 - 22:00 | 新加坡 新傳媒8頻道 星期一至五 21:00 - 22:00 |
| ------------------------------------------- | ------------------------------------------- | ------------------------------------------- |
|                                             | 第一主角 （2017.05.22 - 2017.06.30）        |                                             |
| 最強岳母 （2017.04.18 - 2017.05.19）        | 相信我 （2017.07.03 - 2017.07.28）          |                                             |

新加坡以外地區播出
| 马来西亚 Astro双星、Astro双星HD 星期一至五 17:00 - 18:00 | 马来西亚 Astro双星、Astro双星HD 星期一至五 17:00 - 18:00 | 马来西亚 Astro双星、Astro双星HD 星期一至五 17:00 - 18:00 |
| -------------------------------------------------------- | -------------------------------------------------------- | -------------------------------------------------------- |
|                                                          | 第一主角 （2017.05.22 - 2017.06.30）                     |                                                          |
| 最強岳母 （2017.04.18 - 2017.05.19）                     | 相信我 （2017.07.03 - 2017.07.28）                       |                                                          |